# Rue du Palais (Lyon)
Pour les articles homonymes, voir Rue du Palais.

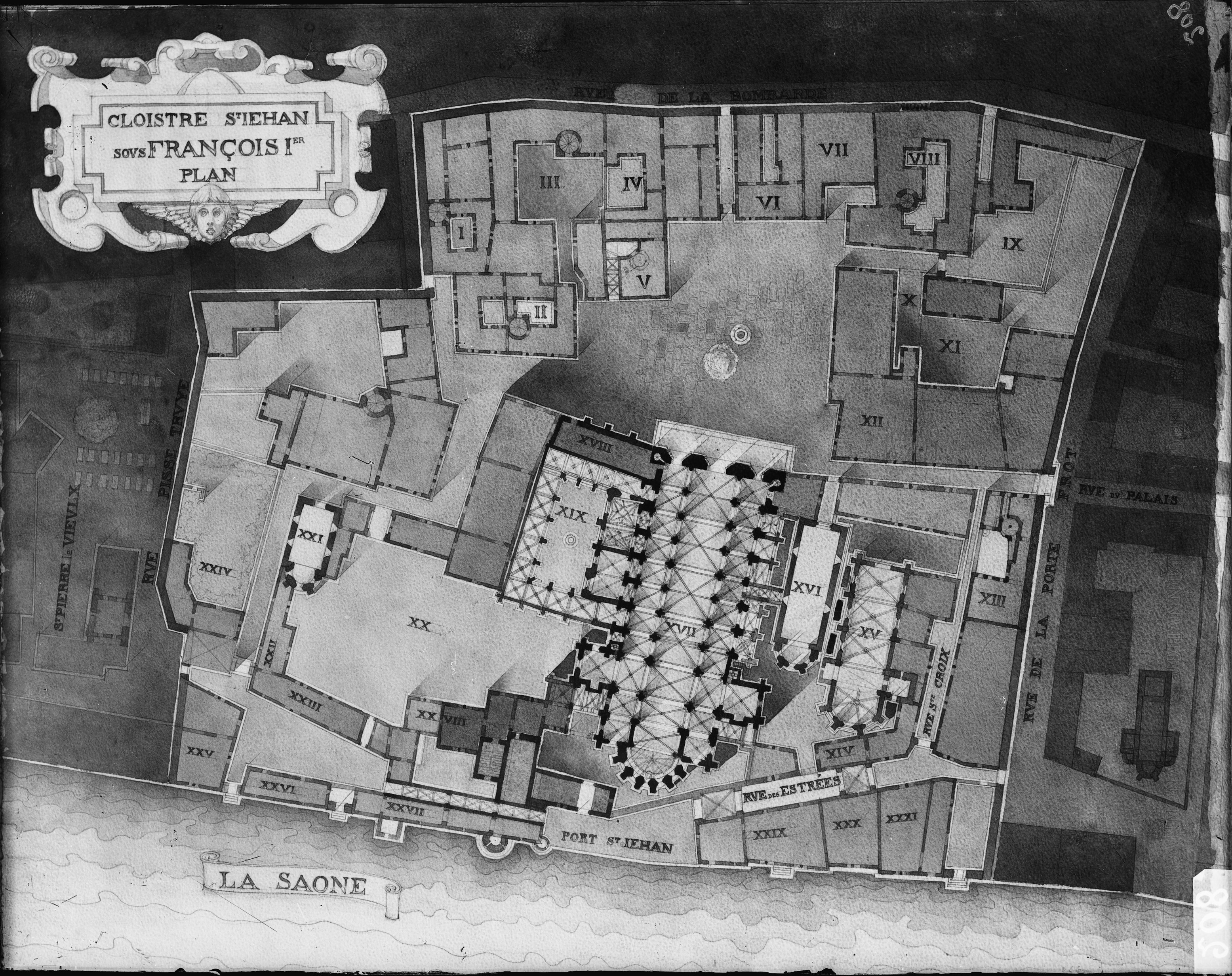
Plan du groupe cathédral de Lyon, à l'époque de la Renaissance. Le départ de la rue du Palais est visible.

La rue du Palais est une ancienne rue située dans le 5e arrondissement de Lyon. D'orientation nord-sud, elle aboutissait au sud la rue de la Porte Frot.

## Historique

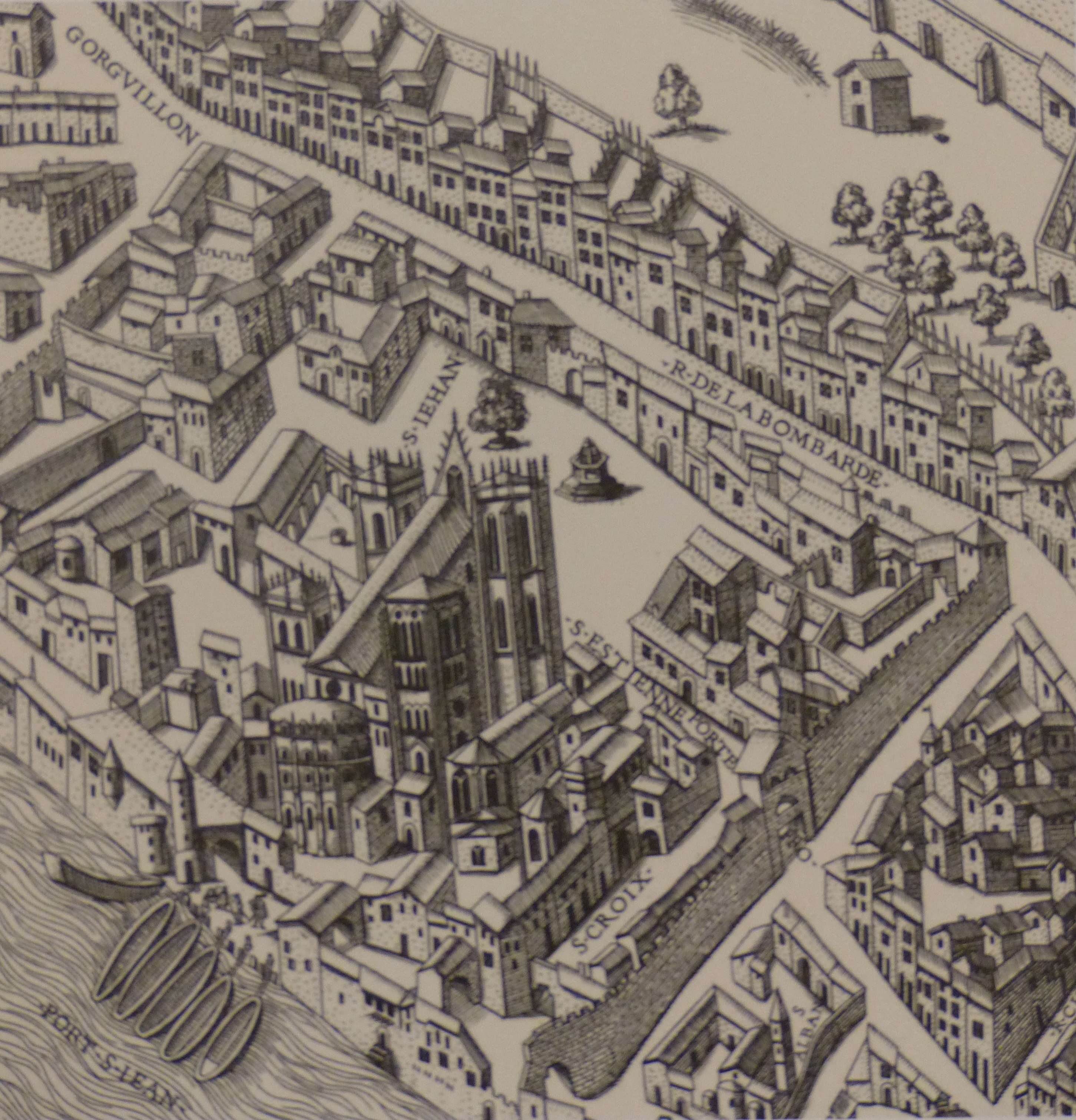
groupe cathédral sur le plan de 1550. Une chapelle de Saint-Alban est visible.

Cette rue longeait l'Hôtel ou palais de Roanne, ainsi nommé car il tient ce nom d'un propriétaire du XIIe siècle, le chanoine Heraclius de Roanne. Cet ensemble se situe sur une portion septentrionale de l'actuel Palais de Justice.
Cette rue a également eu comme nom la rue Saint-Alban et la rue des fouettés, cette dernière dénomination étant attestée encore au début du XIXe siècle juste avant sa disparition.
Cette rue a été détruite lors de l'édification de l'actuel palais de Justice.